# ألفوزوسين
ألفوزوسين (بالإنجليزية: Alfuzosin) الذي يباع تحت الاسم التجاري أوروكسترال وغيره هو دواء دواء من فئة حاصرات ألفا-1. يُستخدم لعلاج تضخم البروستات الحميد. باعتباره مضادًا لمستقبلات ألفا 1 الأدرينالية، فهو يعمل على استرخاء العضلات في عنق البروستات والمثانة، ما يسهّل التبول.
حصل الفوزوسين على براءة اختراع عام 1978 وتمت الموافقة عليه للاستخدام الطبي في عام 1988. وافقت عليه الولايات المتحدة لحالات تضخم البروستات الحميد في عام 2003.

## آثار جانبية
الآثار الجانبية الأكثر شيوعًا هي الدوار (بسبب هبوط الضغط الانتصابي)، وعدوى الجهاز التنفسي العلوي، والصداع، والإرهاق، واضطرابات البطن. تشمل الآثار الجانبية الأخرى آلامًا وحرقة في المعدة، واحتقانًا في الأنف أيضًا. تتشابه التأثيرات السلبية للفوزوسين مع التامسولوسين باستثناء القذف الرجعي.

## موانع الاستخدام
يُستخدم الفوزوزين بحذر في المرضى الذين يعانون من مرض الكلى المزمن الشديد، وعدم وصفه للمرضى الذين لديهم تاريخ مرضي بمتلازمة كيو تي الطويلة أو أولئك الذين يتناولون الأدوية المعروفة بإطالة فترة كيو تي.

## كيمياء الدواء
يحتوي الفوزوسين على مركز فراغي، فهو يدواني. هناك نوعان من المتصاوغات المرآتية، الألفوزوسين (آر) والألفوزوسين (إس). يستخدم الدواء مزيجًا راسيميًا من الألفوزوزين (آر أس)، وهو مزيج بنسبة 1:1 من كلا الشكلين السابقين.

## دوره
يلعب هذا الدواء دورًا في علاج الأمراض كونه:
- حاصرات ألفا